# Heteropterys syringifolia
Heteropterys syringifolia là một loài thực vật có hoa trong họ Malpighiaceae. Loài này được Griseb. mô tả khoa học đầu tiên năm 1839.